# Owase

Owase (尾鷲市 Owase-shi?) este un municipiu din Japonia, prefectura Mie.